# Manfredonia
Manfredonia ist eine Stadt und Gemeinde (italienisch comune) mit 53.288 Einwohnern (Stand 31. Dezember 2024) im italienischen Apulien, Provinz Foggia. Sie liegt an der Küste auf einer Höhe von vier Metern am Südrand des Gebirgszugs Gargano, der Teil des Parco Nazionale del Gargano ist. Manfredonia heißt auch der Golf östlich des Ortes.
Die Nachbargemeinden sind Carapelle, Cerignola, Foggia, Monte Sant’Angelo, San Giovanni Rotondo, San Marco in Lamis und Zapponeta.

## Geschichte
Die Gründung des antiken Vorläufers Siponto wird Diomedes, dem Helden im Trojanischen Krieg, zugeschrieben. In Wirklichkeit liegt die Gründung durch die Daunier, Immigranten aus Illyrien, nahe. Dokumentiert wird dies durch 2000 Stelen aus dem 7./6. vorchristlichen Jahrhundert mit szenischen Darstellungen und Inschriften. Im Zweiten Punischen Krieg wurde Siponto von den Römern erobert.
Ein Erdbeben verwandelte die Landschaft 1223 in einen der Gesundheit der Bevölkerung unzuträglichen Sumpf; Malaria trat auf. Deshalb legte Manfred, Sohn des Staufer-Kaisers Friedrich II., wenige Kilometer nördlich 1256 den Grundstein zu einer neuen Stadt, der er seinen Namen gab. Dabei wurden die Ruinen des benachbarten antiken Siponto in die Neuanlage mit einbezogen. Manfred gab den Bau der Festung noch in Auftrag, erlebte aber ihre Fertigstellung nicht mehr, da er in der Schlacht von Benevent gegen Karl von Anjou fiel. Die Anjou, die die Festung vollendeten, benannten die Stadt, um die Erinnerung an den ungeliebten Ghibellinen Manfred auszulöschen, in Sypontum Novellum (Nuova Siponto) um, doch dieser Name konnte sich am Ende nicht durchsetzen.
1528 konnte Manfredonia einem Angriff der Truppen Franz I. unter Marschall Lautrec widerstehen.
Bei der Eroberung und Plünderung durch osmanische Türken 1620 aber wurde Manfredonia in Brand gesetzt und dem Erdboden gleichgemacht, so dass nur noch die Festung und die Stadtmauern übrig blieben. Erst Anfang des 19. Jahrhunderts erfolgte der langsame Wiederaufbau; die Verbesserung der Kommunikationswege, die Anlage des Hafens und der daraus resultierende Handel über das Adriatische Meer sorgten für eine Revitalisierung der Stadt, die heute auch touristisch erschlossen ist.
Manfredonia ist auch der Sitz des Erzbischofs von Manfredonia-Vieste-S. Giovanni Rotondo.
Nach dem Kriegseintritt Italiens im Juni 1940 errichtete das faschistische Regime in Manfredonia ein Internierungslager (campo di concentramento). Es befand sich in einem großen, leer stehenden und von einer Mauer umgebenen Schlachthaus am Stadtrand, unweit vom Bahnhof gelegen.
Das Lager beherbergte von 1940 bis 1943 insgesamt 519 Internierte, im Durchschnitt pro Tag 170 Insassen. Die meisten waren sogenannte „gefährliche Italiener“, d. h. politische Oppositionelle, die schon mehrjährige Haftstrafen abgesessen hatten, Angehörige der slawischen Minderheiten in den italienischen Grenzprovinzen und Jugoslawen aus den von Italien besetzten und annektierten Gebieten; ferner Spionageverdächtige und staatenlose Juden.
Die polizeilichen Kontrollmaßnahmen wurden in Manfredonia besonders streng umgesetzt. Es gab täglich drei Appelle, nachts wurden Türen und Fenster von außen verriegelt.
Aufgrund ihrer Militanz und ihrer langjährigen Erfahrung im antifaschistischen Widerstand waren die politischen Gegner, allen zuvor die Kommunisten, gut organisiert und auf die Internierungshaft vorbereitet. Sie verweigerten im Sommer 1940 den „römischen Gruß“ (Saluto romano) und konnten sich schließlich trotz Strafhaft durchsetzen.
Die letzten Internierten verließen das Lager im September 1943.

## Sehenswürdigkeiten

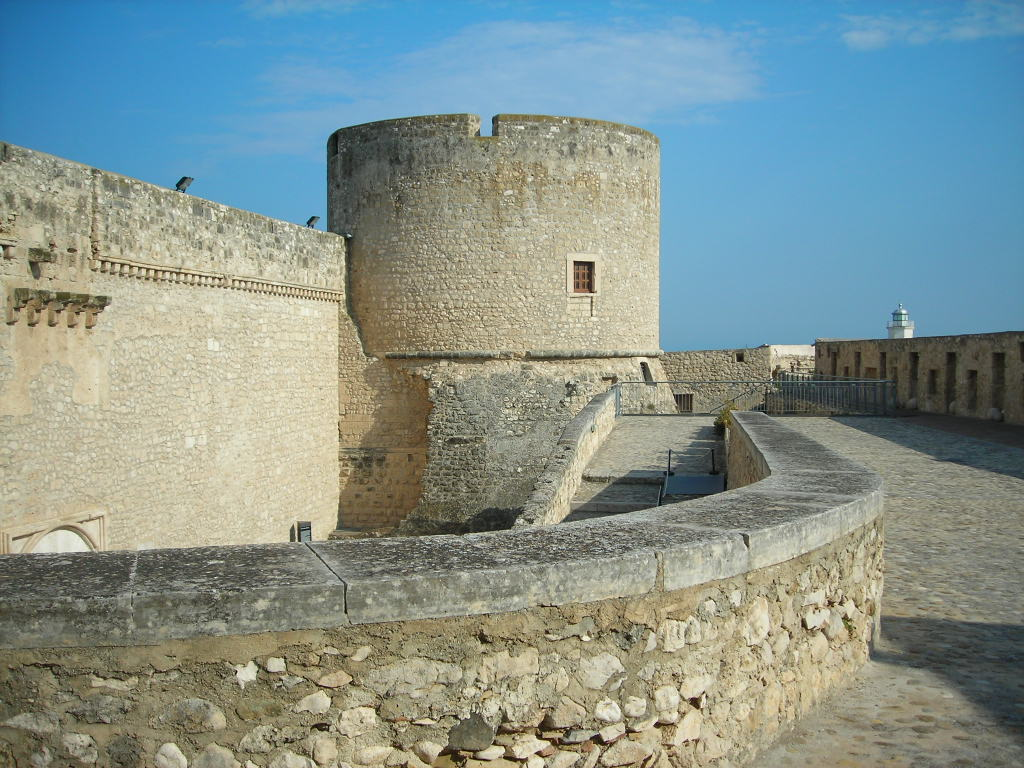
Castello Manfredonia

Das mittelalterliche Schloss des Hauses Anjou-Capet und Teile der Stadtmauer sind gut erhalten.
In der Kirche S. Domenico befindet sich die Kapelle der Magdalena, die alte Zeichnungen aus dem 14. Jahrhundert enthält.
Eine Sammlung daunischer Stelen ist im Archäologischen Museum von Manfredonia zu besichtigen.

### Santa Maria di Siponto
Drei Kilometer im Südwesten befindet sich die Kathedrale Santa Maria Maggiore di Siponto, die 1117 im romanischen Stil erbaut wurde. Sie markiert die Stelle, an der sich früher Siponto befand, der Hafen von Arpi, das 194 v. Chr. römische Provinz wurde.
Diese Kirche wurde auf antiken und frühchristlichen Vorgängerbauten ab 1025 in mehreren Baufolgen errichtet, im 11. Jahrhundert zweimal durch Erdbeben schwer geschädigt und durch einen 1117 geweihten Neubau ersetzt, der die Maße und die Anordnung des Vorgängerbaues wiederholt.

### San Leonardo di Siponto
San Leonardo ist eine kleine, ehemalige Abteikirche in Apulien. Die an der Außenseite, insbesondere im Nordportal erhaltenen Steinmetzarbeiten gehören nach kunstgeschichtlicher Meinung zum „Schönsten“, was die apulische Romanik hervorgebracht hat. Eine weitere Besonderheit ist die Einfügung einer Öffnung im Gewölbe, das zur Zeit der Sommersonnenwende am 21. Juni jeden Jahres einen Lichtstrahl exakt zwischen zwei Pfeiler fallen lässt.

### Villa Rosa
Die Villa Rosa ist ein Landgut in der Nähe von Manfredonia. Sie wurde vom Kavalier Vincenzo d'Onofrio für sich und seine Frau gebaut, die jedoch während des Baus starb. Seitdem steht sie leer. Es bestehen Pläne, die verlassene Villa als Pflege- und Altenheim mit Parkanlage zu benutzen.

### Umgebung
Etwa zehn Kilometer südwestlich des Stadtkerns befindet sich der archäologische Fundort Coppa Nevigata. Ausgrabungen zu Beginn des 20. Jahrhunderts, in den 1950er bis 1970er Jahren sowie die aktuell seit den 1990er Jahren laufenden, brachten unter anderem Reste einer befestigten Siedlung aus der Bronzezeit zu Tage, die von ca. 1800 bis ins frühe 1. Jahrtausend v. Chr. bestand. Viele tausend Gehäuse von Purpurschnecken deuten auf eine Purpurproduktion ab spätestens dem 15. Jahrhundert v. Chr., wahrscheinlich aber schon ab dem 18. Jahrhundert v. Chr. hin. Auch wurde hier das früheste bekannte Olivenöl Italiens für das 18. Jahrhundert v. Chr. nachgewiesen. Ferner wurden in Coppa Nevigata noch deutlich ältere Siedlungsspuren aus der Jungsteinzeit entdeckt.
In der Nachbargemeinde Monte Sant'Angelo etwa 15 Kilometer nördlich von Manfredonia liegt die Grottenkirche San Michele, die seit dem Mittelalter ein wichtiger Wallfahrtsort ist.

## Traditionen
Im Anklang an mutmaßliche illyrische Traditionen (erschlossen durch szenische Darstellungen auf den Stelen) wird im Februar/März der Carnevale Dauno mit Maskenumzügen gefeiert.

## Söhne und Töchter
- Francesco Capuano di Manfredonia (*  15. Jahrhundert; † um 1490), italienischer Astronom
- Paolo Borgia (* 1966), römisch-katholischer Erzbischof und Diplomat
- Wolfgang Lettl (1919–2008), deutscher surrealistischer Maler, hatte in Manfredonia seinen Zweitwohnsitz
- Pino Rucher (1924–1996), Jazz- und Unterhaltungsmusiker